# Wayne Lotter
Wayne Lotter (4. prosince 1965, Johannesburg, Jihoafrická republika – 16. srpna 2017, Dar es Salaam, Tanzanie) byl jihoafrický ochránce přírody. Angažoval se zejména v boji proti zabíjení slonů kvůli obchodu se slonovinou.

## Život
Vystudoval ochranu přírody, pak začal pracovat jako strážce Krugerova národního parku. V roce 2009 se rozhodl založit nevládní organizaci Nadaci PAMS (PAMS Foundation), jejímž cílem byl boj proti pytláctví. Přestěhoval se pak do města Arusha v Tanzanii, regionu, kde bylo pytláctví zvlášť rozšířené. Nadace cvičila další strážce a financovala vzdělávací programy.
Jako viceprezident Mezinárodní federace strážců (International Ranger Federation) Lotter kritizoval pasivitu úřadů v boji proti pašeráctví. Od roku 2012 spolupracoval s nově vzniklým tanzanským útvarem pro vyšetřování závažných trestných činů (NTSCIU), který začal vystupovat proti pytlákům a překupníkům na státní a mezinárodní úrovni. Útvaru se podařilo dopadnout přes 2000 pytláků.

## Vražda
Lotter dostával mnoho výhrůžek smrtí. Dne 16. srpna 2017 přiletěl do Dar es Salaam v Tanzanii a z letiště odjel vozem taxi. Po několika minutách jízdy jej však zablokoval jiný osobní vůz se dvěma muži. Jeden z nich střelil Lottera do hrudníku, zásah byl smrtelný.
Jeho vraždu odsoudila řada osobností z oboru i politiků. „Kromě mafiánů proti němu stáli i zkorumpovaní vysoce postavení vládní úředníci, kterým se nelíbilo, že jim díky jeho práci ubývaly peníze,“ komentovala jeho smrt bioložka Jane Goodall.